# Lars Vestrum Olsson
Lars Vestrum Olsson (8 settembre 1973) è un ex calciatore norvegese, di ruolo centrocampista.

## Carriera

### Club
Vestrum Olsson esordì nell'Eliteserien con la maglia del Mjøndalen. L'8 giugno 1992, infatti, fu titolare nella sconfitta per 3-1 sul campo dello HamKam. Il 21 giugno arrivò la prima rete, nella sconfitta per 4-1 in casa dello Start. Il Mjøndalen retrocesse a fine stagione. Nel 1993, Vestrum Olsson passò allo Strømsgodset, per cui totalizzò 23 presenze nell'unica stagione di militanza. Fece parte della squadra che raggiunse la finale dell'edizione stagionale della Coppa di Norvegia, persa per 2-0 contro il Bodø/Glimt. In seguito, giocò all'Asker.

### Nazionale
Vestrum Olsson fu tra i convocati per il mondiale Under-20 1993.